# Žutulje
Žutulje (žutuge, lat. Dasyatidae), porodica riba hrskavičnjača, dio je reda Myliobatiformes.
I žutulje i golubovke ili golubanke starije su od koštunjača. Imaju poseban, plosnat oblik tijela, a prsne su im peraje jako razvijene isluže im za plivanje mašući njima poput ptica krilima. Pripadnici obiju ovih porodica imaju na korijenu repa jednu do tri bodlje, duge i do 30 cm. Bodlje su nazubljene a posebna žlijezda opskrbljuje ih otrovom. 
U Jadranu postoje 3 vrste žutulja, to su Šiba ljubičasta ili Pteroplatytrygon violacea (Bonaparte, 1832) (sin. Dasyatis violecea), Šiba čavlara ili Bathytoshia centroura (Mitchill, 1815) (sin. Dasyatis centroura) i viža ili žutulja, Dasyatis pastinaca
Porodici je 2016. pridodano još 7 rodova.

## Rodovi
1. Bathytoshia Whitley, 1933
2. Brevitrygon Last, Naylor & Manjaji-Matsumoto, 2016
3. Dasyatis Rafinesque, 1810
4. Fluvitrygon Last, Naylor & Manjaji-Matsumoto, 2016
5. Fontitrygon Last, Naylor & Manjaji-Matsumoto, 2016
6. Hemitrygon Müller & Henle, 1838
7. Himantura Müller & Henle, 1837
8. Hypanus Rafinesque, 1818
9. Maculabatis Last, Naylor & Manjaji-Matsumoto, 2016
10. Megatrygon Last, Naylor & Manjaji-Matsumoto, 2016
11. Neotrygon Castelnau, 1873
12. Pastinachus Rüppell, 1829
13. Pateobatis Last, Naylor & Manjaji-Matsumoto, 2016
14. Pteroplatytrygon Fowler, 1910
15. Taeniura Müller & Henle, 1837
16. Taeniurops Garman, 1913
17. Telatrygon Last, Naylor & Manjaji-Matsumoto, 2016
18. Trigon Rüppell, 1829
19. Urogymnus Müller & Henle, 1837